# Матреји Рамакришнан
Матреји Рамакришнан (енгл. Maitreyi Ramakrishnan; Мисисога, 28. децембар 2001) канадска је глумица. Најпознатија је по улози Деви Вишвакумар тинејџерско-хумористичкој серији Netflix-а, Никад нисам... (2020—данас).

## Филмографија

### Телевизија
| Година    | Српски назив   | Изворни назив | Улога            | Напомене     | Реф.  |
| --------- | -------------- | ------------- | ---------------- | ------------ | ----- |
| 2020—2023 | Никад нисам... |               | Деви Вишвакумар  | главна улога | [ 3 ] |
| 2022.     |                | (серија)      | Зип Сторм (глас) | главна улога | [ 4 ] |
| 2022.     |                |               | Зип Сторм (глас) | главна улога | [ 4 ] |
| 2022      |                | (специјал)    | Зип Сторм (глас) | главна улога | [ 4 ] |
| 2022.     |                | (специјал)    | Зип Сторм (глас) | главна улога | [ 4 ] |

### Филм
| Година | Српски назив     | Изворни назив | Улога      | Напомене | Реф.  |
| ------ | ---------------- | ------------- | ---------- | -------- | ----- |
| 2022.  | Поцрвенела панда |               | Прија      | глас     | [ 5 ] |
| Н/Д    |                  |               | Лизи Бенет |          | [ 6 ] |